# BE (álbum de Beady Eye)
BE es el segundo y último álbum de estudio de la banda de rock británica Beady Eye. Ha sido producido por Dave Sitek y fue lanzado el 10 de junio de 2013. El disco fue mejor recibido por los fans que su anterior entrega "Different Gear Still Speeding" al tener una vertiente más experimental y que suponía una evolución al sonido presentado en la última época de Oasis, siendo que la sonoridad acústica algo relevante puesto que permitió que las actuaciones en vivo tuvieran un respaldo mayor en cuanto al sonido, al no suponer un esfuerzo extra para el cantante, Liam Gallagher.

## Portada
Tan solo con publicarse la portada género comentarios y reseñas de diferentes tonos tanto positivos como negativos, la controversia de la portada se dio por lo que se puede apreciar en esta una chica acostada la cual deja ver su seno completamente, Según un portavoz de al discográfica de Beady Eye, Sony han tenido que cubrir el seno de la chica con una pegatina para que se pudiese vender en los supermercados del Reino Unido, rápidamente Liam Gallagher dio un comunicado defendiendo la portada. La fotografía fue hecha por el fotógrafo Harry Peccinotti, conocido por sus calendarios Pirelli de los sesenta.

## Lista de canciones
Todas las canciones escritas y compuestas por Liam Gallagher, Gem Archer, y Andy Bell a menos que se indique lo contrario. 
| N.º | Título                     | Escritor(es)            | Duración |  |
| 1.  | «Flick of the Finger»      | Gallagher, Archer, Bell | 3:46     |  |
| 2.  | «Soul Love»                | Gallagher               | 5:10     |  |
| 3.  | «Face the Crowd»           | Bell                    | 4:00     |  |
| 4.  | «Second Bite of the Apple» | Archer                  | 3:28     |  |
| 5.  | «Soon Come Tomorrow»       | Bell                    | 4:58     |  |
| 6.  | «Iz Rite»                  | Archer                  | 3:45     |  |
| 7.  | «I'm Just Saying»          | Bell                    | 3:45     |  |
| 8.  | «Don't Brother Me»         | Gallagher               | 7:30     |  |
| 9.  | «Shine a Light»            | Gallagher               | 5:04     |  |
| 10. | «Ballroom Figured»         | Archer                  | 3:31     |  |
| 11. | «Start Anew»               | Gallagher, Archer       | 4:29     |  |

| Pista adicional de la Edición Deluxe |                                |              |          |  |
| N.º                                  | Título                         | Escritor(es) | Duración |  |
| 12.                                  | «Dreaming of Some Space»       | Bell         | 1:51     |  |
| 13.                                  | «The World's Not Set in Stone» | Gallagher    | 4:46     |  |
| 14.                                  | «Back After the Break»         | Archer       | 4:09     |  |
| 15.                                  | «Off at the Next Exit»         | Archer       | 3:36     |  |

| Pista adicional de la Edición Japonesa |                    |              |          |  |
| N.º                                    | Título             | Escritor(es) | Duración |  |
| 16.                                    | «Girls in Uniform» | Bell         | 6:23     |  |
| 17.                                    | «Evil Eye»         | Gallagher    | 5:01     |  |

## Personal
Beady Eye
- Liam Gallagher – Vocalista, tamborín, guitarra rítmica adicional
- Gem Archer – Guitarra principal, teclados, coros
- Andy Bell –Guitarra rítmica, teclados y coros.
- Chris Sharrock –Batería y percusión
- Jeff Wootton – bajo

Producción
- Dave Sitek – Producción

## Listas

### Listas semanales
| Listas (2013)                       | Posición más alta |
| ----------------------------------- | ----------------- |
| Austria (Ö3 Austria)                | 26                |
| Bélgica (Ultratop flamenca)         | 23                |
| Bélgica (Ultratop valona)           | 40                |
| Países Bajos (Album Top 100)        | 37                |
| Finlandia (Suomen Virallinen Lista) | 37                |
| Francia (SNEP)                      | 101               |
| Alemania (Offizielle Top 100)       | 29                |
| Irish Albums (IRMA)                 | 4                 |
| Italia (FIMI)                       | 11                |
| Japanese Albums                     | 10                |
| Escocia (Scottish Albums Chart)     | 1                 |
| España (PROMUSICAE)                 | 28                |
| Suecia (Sverigetopplistan)          | 36                |
| Suiza (Schweizer Hitparade)         | 17                |
| Reino Unido (UK Albums Chart)       | 2                 |

### Listas al final del año
| Listas(2013)    | Posición |
| --------------- | -------- |
| UK Albums (OCC) | 145      |